# Pavitr Gajaseni
Pavitr Gajaseni (taj. ปวิตร คชเสนี; ur. 13 października 1932 w Bangkoku, zm. luty 2015) – tajski strzelec, olimpijczyk.
Startował na igrzyskach w 1968 roku (Meksyk) i 1976 roku (Montreal). W Meksyku zajął 40. miejsce w trapie, a w tej samej konkurencji w Montrealu zajął 34. pozycję.
W 1974 roku na Igrzyskach Azjatyckich 1974, zajął siódme miejsce w trapie (177 punktów). Rok później na mistrzostwach Azji, zajął siódmą pozycję w trapie automatycznym (176 punktów).

## Wyniki olimpijskie
| Igrzyska | Konkurencja | Wynik       | Miejsce | Źródło |
| -------- | ----------- | ----------- | ------- | ------ |
| IO 1968  | Trap        | 183 punkty  | 40.     | [ 3 ]  |
| IO 1976  | Trap        | 160 punktów | 34.     | [ 4 ]  |